# 国際科学技術財団
公益財団法人国際科学技術財団（こくさいかがくぎじゅつざいだん）は、科学技術の分野における権威ある国際的な賞「日本国際賞（JAPAN PRIZE）」の顕彰などを実施する公益法人。元内閣府所管の財団法人だったが、公益法人制度改革に伴い、2010年10月1日に公益財団法人に移行。

## 概要
- 所在：東京都港区赤坂1-12-32　アーク森ビルイーストウィング35階
- 設立：1982年11月1日
- 理事長：矢﨑義雄

## 事業内容
- 日本国際賞による顕彰事業
- ストックホルム国際青年科学セミナーへの学生の派遣や、若手科学者への研究助成などの若手科学者育成事業
- 一般人を対象としたやさしい科学技術セミナーの開催